# Homer Lane
Homer Lane (1875 – Neuilly-sur-Seine, 1925. szeptember 5.) amerikai születésű oktatásügyi reformer, aki azt vallotta, hogy a gyerekek viselkedése és karaktere előnyösen változik, ha több ellenőrzésük lehet a saját életük felett.

## Eszméje
Az Amerikai Egyesült Államokban az 1800-as évek végén egy George nevű ember új módon igyekezett megoldani a fiatalkori bűnözés problémáját: gyerekköztársaságot szervezett az amerikai állam mintájára, ahol a gyerekeknek saját alkotmányuk, parlamentjük, bírói testületük volt. A bűnöző gyerekek dolgoztak itt, a munkájukért fizetést kaptak a köztársaság pénzében stb. A kezdeményezés hatására több hasonló gyerekköztársaság alakult az USA-ban. Az egyik ezek közül a Ford Republic volt, amelyet Homer Lane igazgatott Detroitban (a Ford család, a köztársaság mecénása nem azonos az autógyártóéval). A köztársaság egy, a várostól távolabb eső farmon működött. Lane itt fejlesztette ki a módszereit, amelyek eredményeit később Angliában is kamatoztatta.
Az amerikai minta nyomán a fiatalkori bűnözés problémájának megoldására néhány módos ember Angliában is szeretett volna ilyen telepet nyitni vidéken, Dorset megyében. Ők kérték fel Homer Lane-t a telep vezetőjének. Lane maga válogatta ki a telepre kerülő fiatalkorú bűnözőket, akiket a bírósági tárgyalóteremben látott először.
Homer Lane észrevette, hogy a bűnöző fiatalok (és nemcsak ők) egyfajta bezárkózottságban élnek. A felnőtt világ által nekik okozott sérüléseket úgy tudják kivédeni, hogy úgyszólván falat emelnek maguk és a felnőttek világa közé, bizalmatlanságból építve azt, átjáró nélkül. A felnőttek elvárásaira a fiatalok formálisan reagálnak, de a dolgok valójában nem érdeklik őket. A felnőtt világ nem nyújt érdekes tevékenységi terepet számukra, és a kalandokat, izgalmakat kereső fiatalnak csak összetűzései vannak ezzel a világgal. Ezeket az összetűzéseket túl kell élni, ekkor megbánást kell mutatni, mindent meg kell ígérni. Aztán ha ez sikerült, akkor újra lehet kezdeni az egészet. Ez önrombolást jelent, és sok gyerek számára tragikusan végződik, mert kevesen tudnak kikerülni az örvényéből. Az ismétlődés egyre súlyosabb büntetésekkel jár. Homer Lane ezt a szomorú eseménysorozatot igyekezett megszakítani.
Érdekes, hogy a lányok esetében önmagában a környezet megváltoztatása nagy átalakuláshoz vezetett. A fiúk esetében nehezebb volt a kezelés. Ezek a fiúk az angol nagyvárosi nyomornegyedekből jöttek, ahol látszólag csak az erő, a brutalitás számít. Az volt az általános vélekedés, hogy ezek a fiatalok csak a kényszerből értenek szót. Homer Lane megmutatta, hogy ez nem igaz. Kultúránk és korunk legnagyobb átka a beteges bizalmatlanság a fiatalokkal szemben. A bizalmatlanság mögött az emberi természetbe vetett hit hiánya húzódik. Mindenütt azt tanuljuk: ne bízzál a másikban. Ez gyakorlatias elv, csak az a baj, hogy ördögi körhöz vezet. Senki nem bízik senkiben. Mindenki csak a saját előnyeit lesi.
Lane a Little Commonwealthet létrehozó, haladó gondolkodású mecénások és a segítőik közös erejére támaszkodva hozta létre ezt a közösséget. Fontos, hogy kiszakította a gyerekeket a korábbi környezetükből, és így lehetőséget teremtett számukra az ördögi körből való kiszabadulásra. Az ördögi kör a bűnöző világba való belenövést jelenti. Lane ezzel szemben tudott adni másik választást, amiben az jelentette a vonzerőt, hogy az ember egyszer át tud lépni a maga építette falakon. A felnőtt társadalom többsége nem látja ezeket a falakat, hanem ehelyett rossz embereket lát, olyanokat, akik rossz természettel születtek, és újra és újra bizonyítják, hogy az ember eredendően bűnös lény.
Lane ezzel szembehelyezkedve kétlépcsős tervet alkotott és hajtott végre. A két lépcsőre azért van szükség, mert nem lehet odamenni a fiatalokhoz, és azt mondani nekik, hogy tessék, itt van a lehetőség, itt berendezhetitek az életeteket, és szabadok vagytok, majd meglátjuk, mire mentek. Ebből nem lenne semmi. Lane-nek erre is meglett volna a lehetősége, de nem ezt tette, mert tudta, hogy így kudarcra lenne ítélve. Nem akart ahhoz a szülőhöz hasonlítani, aki újra és újra bizalmat szavaz a gyerekének, amikor az megígéri, hogy megjavul. Tudta, hogy ezek az ígéretek semmit sem érnek, mert a fiataloknak nincsenek eszközeik, amelyekkel meg is valósíthatnák azokat. A felnőtt világ ki tud csikarni ilyen ígéreteket a fiatalokból, de nem tud más körülményeket biztosítani, nem látja át a fiatalok valós igényeit, nem látja a falakat. Így aztán az ígéretek megvalósítása helyett újabb és újabb bukások következnek.
A kétlépcsős terv első része a gyerekek bizalmatlanságának leépítésére irányul, míg a második az önkormányzás beindítása. Normális, önkormányzásra épülő társadalomban nem lenne szükség az első lépcsőre, mert a működő önkormányzás arról adna tanúbizonyságot, hogy az emberek bíznak egymásban. Ilyen társadalomban a fiatalok az önkormányzásba szocializálódnának. Ez azonban hiányzik a mai világból. A mai társadalom legnagyobb része hierarchikus közösségben él, ahol az egyik embernek hatalma van a másik felett. Az önkormányzás filozófiája más: ennek az eszméje azt feltételezi, hogy a közösséget nem kisebbség határozza meg, hanem a hatalom meg van osztva a közösségben. Mindenki beleszólhat a sorsa alakításába. Egy hierarchikus világban azonban nem lehet könnyen megtanulni az önkormányzáshoz szükséges képességeket. Demokratikus önkormányzásban érvelni kell tudni, a másik érveit meghallgatni stb. Ezzel szemben hierarchikus közösségben a főnök kegyeit kell keresni, intrikálni kell tudni, megtéveszteni a másikat, a főnököt.
Ezt Lane is tudta, ezért akart kibújni a főnök szerepéből. Ezért nem avatkozott be, hanem látszólag szabadjára hagyta a dolgokat. Tudta, hogy főnökként nem sokat tud elérni. Ha le is tudná csillapítani az eseti rendetlenkedést, hangoskodást, akkor az szinte azonnal újrakezdődne. Ilyen győzelemnek nem érezte szükségét. Viszont joggal lehetne megbélyegezni a laisser-faire (magára hagyó) nevelés miatt, ha soha nem avatkozott volna be. De nem így tett. A második részt akkor indította, amikor a fiatalok már nem főnöknek tekintették, hanem látták, hogy adott esetben nem fog akként reagálni, erőszakos eszközöket alkalmazni, üres ígéreteket kipréselni belőlük, nem fogja őket büntetni. Ekkor jött el az ideje annak, hogy megossza a hatalmát, hogy fontos döntésbe vonja be a leendő démoszt, a népet. A vita hevében a régi reflexek természetesen feltámadnak a gyerekekben, amikor úgy látják, hogy nem tudják a saját kezükbe venni a dolgokat. Ekkor első reakcióként főnökért kiáltanak, akit majd igyekeznének a saját pártjukra állítani. Csakhogy Lane nem vállalta ezt a szerepet. Tudta, hogy a történések itt fordulóponthoz érkeznek. Nem volt hajlandó rendőrködni, mert arra várt, hogy a közösség új rendet alakítson ki, a fiatalok próbálják ki az új, addig szunnyadó képességeiket, és gyakorolják azokat. A káoszból új rend alakult ki. A beszélgetést, vitát moderálni kell, de ezt Lane nem tehette, mert akkor nagyon könnyen visszacsúszott volna a főnök szerepébe.